# ローエングリン (アーサー王伝説)

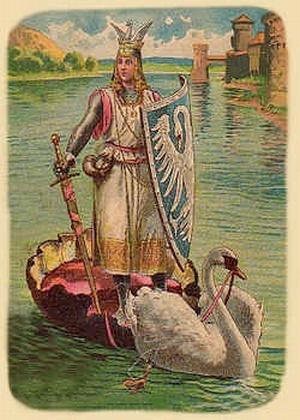
1900年頃の名前不詳のアーティストによるポストピクチャーに描かれたローエングリン

ローエングリン（Lohengrin, ローエングリーンとも）は アーサー王伝説・ケルト神話に登場する騎士。円卓の騎士であるパーシヴァルの息子で、「白鳥の騎士」と呼ばれた。
なお、中世フランス文学・比較神話学の権威フィリップ・ヴァルテール（1952-）は、「ハクチョウを連れた騎士」ローエングリンの伝説と、死後に白い鳥に変身して飛び立つヤマトタケルの伝説の比較により、「インド＝ヨーロッパ神話」に先立って「ユーラシア神話」が存在したという壮大な仮説を披露している。

## ローエングリンの物語の概要
中世ドイツの宮廷叙事詩人ヴォルフラム・フォン・エッシェンバッハは、超大作『パルチヴァール』（Parzival）〔1200-1210成立〕において、主人公の誕生から聖杯王就任までの冒険を詳しく語った後に、聖杯王パルチヴァールの息子ローエングリン（白鳥の騎士）の物語を簡潔に伝えている。それによると、高貴な女性がブラバントという国を統治していたが、彼女は多くの求婚者の申し出を拒んでいた。神が送ってくれる者の到来を望んでいたのだ。そのとき、白鳥の曳く小舟に乗ってローエングリンがアントウェルペン（アントワープ）に上陸し、女王はこの勇士を丁重に迎えた。勇士が「私をここのあるじと望まれるなら、・・・私が誰であるかを決して問うてはなりません」と言うと、女王はそれを守ると誓い、二人は結婚した。そして子供も二人生まれた。しかし、彼女は後に約束を破り、ローエングリンは形見に剣一振り、角笛一本、指輪一個を残して聖杯城へと去って行った。

## グリム兄弟『ドイツ伝説集』の伝える「白鳥の騎士」
グリム兄弟は『ドイツ伝説集』 (1816/18)において白鳥の騎士にまつわる伝説を数話伝えている。
541話「ライン河の白鳥の舟」(Das Schwanschiff am Rhein)では、ヒロインの名はベアトリクス、彼女の領地はクレーヴェ (Kleve)、白鳥の騎士の子孫は現存し、白鳥を象った風見鳥が回転する「白鳥の塔」がこれを記念するものであると。（このドイツ西部、ライン川下流地域、オランダとの国境に近い町には「白鳥城」が存在する。）
542話「ブラバントのローエングリーン」(Lohengrin zu Brabant)では、ヒロインの名はエルス(Els)ないしエルザム(Elsam)。彼女の父ブラバント＝リンブルク公(Herzog von Brabant und Limburg)は死の床で若き娘を家臣の一人フリードリヒ・フォン・テルラムント(Friedrich von Terlamund)に託す。彼は竜退治をしたこともある勇者であったが、傲慢になり、姫がかつて彼に結婚を約束したと偽って彼女に求婚する。彼女がそれを拒否すると、彼は皇帝ハインリヒ・デア・フォーグラー(Heinrich der Vogler)に訴え、その結果、姫は勇士を代理に立てて、フリードリヒとの決闘で相手の主張の不当性を証明しなければならなくなる。姫を助けようとする者が現れないなか、彼女は熱心に神に祈り助けを求める。ちょうどその時、聖杯城で鐘が鳴り、緊急に助けを求める人がいることを知らせる。聖杯はパルチヴァールの息子ローエングリンを派遣するようにと告げる。ローエングリンが馬に乗ろうとすると、白鳥が舟を曳いて近づいてくる。
その間、エルザムはアントウェルペンに重臣や家臣を招集していた。その集会の日にスヘルデ川(die Schelde)を上って、舟を曳く白鳥が現れる。ローエングリンは姫から事情を聞き、彼女のために戦うことになる。エルザムはその後、親族を呼び寄せる。母方の一族からはイングランド王も駆けつける。一行はザールブリュッケンに集合し、さらにマインツにまで行く。フランクフルトに滞在していた皇帝ハインリヒもマインツに向かう。マインツで決闘が挙行され、ローエングリンが勝利し、フリードリヒは処刑される。ローエングリンは自分の出自を問わぬように言いつつエルザムと結婚する。ローエングリンは国を良く治めたばかりか、皇帝のためにもフン族や異教徒との戦いで優れた働きをする。ところがある時、クレーヴェ公と一騎討をした際に相手を槍で突いて落馬させると、公は腕を折ってしまう。すると公妃はローエングリンが素性の知れぬ者、と嫌味を言う。その言葉に傷ついたエルザムはついに、夫にしてはいけない質問をしてしまう。ローエングリンは白鳥の曳く舟に乗って聖杯城に向かう。エルザムは気絶し、残された子供たちは皇帝が引き取る。
543話「ロートリンゲンでのロヘラングリーンの最期」(Loherangrins Ende in Lothringen)においては、主人公はブラバントを去ったあとに、リツァボリー国(Lyzaborie/Luxemburg)にやって来て、その国の美しい女性ベライエ(Belaye)の夫になる。彼女は夫を愛してやまず、夫が側にいないと病気になってしまうほどだった。ある時、彼女は侍女に、夫をさらにしっかと自分に縛り付けるには、彼が猟から帰ってきて疲れて寝ているときに、その体の一部を切り取って食べなければならないとそそのかされる。ベライエはその勧めを退け、侍女を追い払ったが、侍女はベライエの一族に嘘をつく。一族はベライエの苦しみを減らすためにその夫の肉を切ろうと相談をし、実行する。彼は左腕に致命傷を負い、悲報を聞いたベライエも死ぬ。二人の遺骸は同じ棺に納められ、墓地の上には修道院が建てられる。この国はロヘラングリーンに因んでロタリンゲン（Lotharingen）と呼ばれるようになる。
約170詩節の断片に留まったヴォルフラム・フォン・エッシェンバッハの『ティトゥレル』（,Titurel‘）を核に、約6300詩節という長大な作品をこしらえたアルブレヒト(Albrecht) の作品は、今日 ,Jüngerer Titurel‘（『新ティトゥレル』）と呼ばれている 。そこで語られた話がこの伝説の典拠となっている。『新ティトゥレル』では、ヒロインの名前が Pelaie von Liasperie と記されている。
544話「白鳥の騎士」(Der Schwanritter)では、ヒロインの父親はブラバント公ゴットフリート(Herzog Gottfried von Brabant)と名を明かされているが、ヒロインには名が付されていない。この話では、ヒロインの母にも言及され、ブラバント公は自国の相続人は妻と娘とする文書を残していた。しかし、公の死後、兄弟のザクセン公(Herzog von Sachsen)がブラバント国を奪取する。
公妃は王に訴えることにする。ドイツ王カールがネーデルラント(Niederland)に赴き、ナイメーヘン(Neumagen)に滞在するというので、公妃は娘を連れてそこに向かう。ザクセン公も来ている。王が窓から外を眺めると、白鳥がライン川を上って舟を曳いてくる。舟の中には騎士が眠っている。皆は驚き、岸辺に向かう。王は騎士を歓迎し、裁きの場の諸侯の席に騎士を座らせる。
公妃がザクセン公の不当を訴えると、公は反論し、公妃は彼と戦って決着をつけてくれる人物を出さなければならなくなる。件の騎士がザクセン公と戦い、打ち負かす。騎士は公妃の娘と結婚する、彼の素性を尋ねないという条件をつけて。
二人は二人の子宝にも恵まれたが、妻は夫がどういう素性なのかを知らないことに悩まされタブーを犯してしまう。夫婦の子供たちからはヘルデルン(Geldern)家、クレーヴェ(Kleve)家、リーネック(Rienek)伯爵家など多くの貴族が生まれ、すべてがその紋章に白鳥を描いている。
（この544話「白鳥の騎士」は、編者Utherの注によると、１５世紀の1643行の詩を原拠とし、その詩はコンラート・フォン・ヴュルツブルクの作品に基づいている。コンラートの「白鳥の騎士」には、詳しい注のついた邦訳がある。「参考文献」参照）
545話「善人ゲルハルト・シュヴァーン」(Der gute Gerhard Schwan)の主人公も白鳥の舟で来た騎士であるが、口をきくことができない。カール王に迎えられ名前を訊かれると、名前と旅の目的の書かれた文書を示す。王に良く仕え、皆に気に入られて言葉を急速に身につける。王は娘を彼の妻にし、アルデンヌ(Ardennenland)を治める公爵に任ずる。
この短い話には、主人公の聖杯城との関わり、窮地の姫の救出と条件付きの結婚、そして妻子との別離についての言及は全くない。
以上の話は、素性の知れぬ、よその地から来た若者が、窮地の姫を助けて彼女と結婚するものの、妻が夫の素性を訊かぬという約束を破ったがために彼は妻子を捨てて行ってしまうという筋を骨格とする。それは世界中に類話が見いだされるタイプであるが、「ローエングリン伝説」の特徴となっているのは、主人公が白鳥の曳く舟でやってきて、同じ舟で帰っていくことである。この説話を、Ａ型説話とする。

## 「白鳥になった子供たち」
「ローエングリン伝説」の一部にはしかし、白鳥、しかも「白鳥にされてしまった子供たち」に焦点を合わせた説話（「Ｂ型説話」とする）もある。また、「Ａ型説話」と「Ｂ型説話」を合体させた説話（「ＡＢ型説話」）も生まれた。
「白鳥にされてしまった子供たち」の話（「Ｂ型説話」）は、ロレーヌのシトー派修道院に属したヨハネス・デ・アルタ・シルヴァがメスの司教ベルトラン（司教在位1179-1212）に献呈した『ドロパトス　王と七賢人の物語』に初めて見られる。あらすじを示すと以下のようになる。
高貴な若者が狩りに出かけ、見事な角をつけた雌鹿を目にする。鹿を追っていくうちに深い谷間の泉を見つける。そこに、金の鎖を手にした妖精が四肢を剥き出しにして洗っている。彼女に魅せられた若者は彼女の不意を襲う。その夜、星の運行によって、自分が息子6人と娘1人を胎に宿したことを知った妖精は彼にそのことを伝える。
妖精の妻を連れて城に戻った若者だが、二人を迎えた母は嫉妬に苦しんだ。時満ちて子供が生まれたが、6人の息子も1人の娘も金の鎖を首に付けていた。義母は子供らを盗み取ると、雌犬7頭をその代わりに母親のベッドの側に置いた。義母は奴隷に子供らの始末を命じた。奴隷は子供らを森の木の下に置き去りにした。すると、森で哲学の探求に耽る老人が子供らを見つけ、住まいにしている洞窟に運び、雌鹿の乳で子らを養った。
一方、悪事を働いた老婆は、息子に向かってお前の妻は子犬を産んだと非難した。息子は宮殿の真ん中に、乳房のところまで生き埋めにしたばかりか、誰もが食事の際には妻の頭上で手を洗い、その髪の毛で手を拭うように、食事は犬の餌を与えるようにと命じた。
一方、7年間鹿の乳によって養われた子供たちは狩りをして鳥や獣を捕らえるまでになった。ちょうど狩猟のために森にやってきた彼らの父親と遭遇した。彼は子らを捕まえようとしたが、逃げられてしまった。城に帰った息子からこの話を聞いた母親は、奴隷に子供たちを探し出し、鎖を取って来いと命じる。
奴隷は森に行き、男の子たちが白鳥に姿を変えて川で遊び、女の子が兄たちの鎖の番をしているのを見つけると、その鎖を奪い持ち帰る。少女の鎖は奪えなかった。老婆は金細工師にその鎖で杯を作れと命じた。しかし金細工師は6個の鎖のうち1個しか壊すことができなかったので、それに手持ちの金を加えて杯を作った。
鎖を奪われたために人間の姿に戻れなくなった子らは白鳥のまま棲みつくのにふさわしい場所を求め、適当な池を見つけた。そこは自分たちの父親の居城に近かった。城主は姿と歌声の良さゆえに白鳥が気に入っていた。
白鳥たちの妹は人間の姿に戻ると城に登り、食べ物を乞い求め、白鳥の姿のままの兄たちのためにそれを持ち帰った。宮殿では母である人のために、そうであるとは知らずに泣いた。
城主はある時、少女を呼び寄せ熱心に観察し、自分の一族の特徴を彼女が備え、また少女が首に金の鎖をしているのを認めた。城主が娘に事情を尋ねると、少女はこれまでの体験を語った。居合わせた奴隷は池に戻る途中の少女を殺めようとしたが、城主に阻止され、悪事を白状する。
少女は金細工師から鎖を受け取ると池のほとりに行き、兄たちに鎖を返した。皆は人間の姿に戻ったが、一人だけは、その鎖を金細工師が杯を作るために壊してしまったので白鳥のままだった。これが、武装した戦士の乗った小舟を金の鎖で引っ張ったといわれる白鳥である。城主は悪事を働いた実母を罰した。
ラテン語によって表わされた『ドロパトス』はフランス王(在位1180-1223)と近い関係にあった人物によってフランス語の詩に翻訳され、白鳥の小舟に乗って現れた騎士は、ブイヨン(Boillon)公領を所有したと付言された。この韻文版は15世紀にドイツ語の散文に翻訳され、1845年にはベヒシュタインが現代ドイツ語で再話した。

## 「白鳥になった子が曳く小舟に乗る騎士」
白鳥の曳く小舟に乗って登場した騎士の活躍と別れを描く「Ａ型説話」と騎士の乗る小舟を曳いた白鳥の由来を語る「Ｂ型説話」、その両方を合体させた説話（「ＡＢ型説話」）を伝えるのが、グリム兄弟編纂による『ドイツ伝説集』540話「白鳥を連れた騎士」(Der Ritter mit dem Schwan)である。
この話では、物語の場所と人物が特定されている。場所はフランドルのリレフォルト (Lillefort)王国。国主はピリオン (Pyrion)、妃がマタブルーナ (Matabruna)。王夫妻の息子がオリアント(Oriant)。王子は狩りに出かけ、泉の側でベアトリクス(Beatrix)という名の乙女と遭遇する。王子は彼女を連れて帰るが、王子の母は、娘が裸で、素性が分からないので娘を嫌う。ベアトリクスが7人の子を産むと、義母は子らを奪い、召使に殺害を命じる。殺されずに森に捨てられた子らは、ヘリアス(Helias)という名の隠修士によって養育される。隠修士が自分と同じ名前をつけた子だけを連れて出かけている間に、残りの子6人は、まだ生き延びていると知ったマタブルーナの狩人につかまり、鎖を奪われる。すると子らは白鳥になってしまう。鎖で小鉢を造るように言われた金細工師は、渡され鎖6個のうち1個だけで小鉢2個を造ることができたので、残りの5個の鎖と小鉢1個は手許に置いておく。マタブルーナはベアトリクスを犬と交わったと訴え証人を立てる。ベアトリクスの祈りを聞いて神が派遣した天使によって母の苦境を知ったヘリアス青年は偽証者と対決して打ち破り、母の無実を晴らす。金細工師から鎖を受け取ったヘリアスは城の池に現れた白鳥の首に鎖を掛ける。すると白鳥は人の姿に変わる。ただ、一羽の白鳥だけは人間にもどることができなかった。オリアントの後、ヘリアスが国政を採る。ある日、弟の白鳥が城の池で小舟を曳いてきて、彼は白鳥の導くままに旅に出る。
ここまでが物語の前半で、『ドロパトス』の変種といえる。後半は『パルチヴァール』の後日談「白鳥の騎士」の変種といえるもので、場所ばかりか時代も明確にされ、しかも子孫は第1回十字軍の英雄に結びついている 。
時はドイツ皇帝オットー1世 (Otto I., Kaiser von Deutschland) の時代。当時アルデンヌ・リエージュ・ナミュール (das Ardennerland, Lüttich und Namur)もその治下にあった。皇帝はネイメーヘン (Nijmwegen)で議会を開催した。そこでフランケンブルク伯 (Graf von Frankenburg)がブイヨン公の妃クラリッサ (Herzogin von Billon(Boillon), namens Clarissa)を相手に、公が航海に出ている間に夫人は不義の娘を儲け、公を毒殺したと告発し、国土は自分に帰属すべきと主張した。そこにヘリアスが登場し、伯を打ち負かし、公妃の無実を証明する。ヘリアスは公妃の娘イダと結婚する。しかし、後にイダは素性を問わぬという約束を破り、ヘリアスは彼女のもとを去る。彼はリリフォルトに帰ると金細工師に小鉢を渡し、それで鎖を造らせる。それを白鳥の首にかけると、白鳥は青年に姿を変える。ヘリアスは修道院に入る。
一方、ヘリアスとイダからは娘が生まれていたが、その娘は長じてボン伯オイスタヒアス(Eustachias)に嫁ぐ。彼らに3人の息子が生まれたが、長男が後に十字軍を率いて聖地奪還を果たすゴドフロア(Gottfried)、次男がエルサレム王になったボードゥアン(Baldewin)。父の名を継いだ末子は、「母以外の女性の乳を飲んだために」王者にはなれなかった。（この話は Utherの注によると、17世紀頃のオランダ語による物語を短くしたもの）

## エピソード
百年戦争のさなかイギリス王ヘンリー6世は、フランス国王シャルル7世の妃の姪、マルグリット・ダンジューと結婚したが、その婚礼の席で初代のシュルーズベリー伯爵ジョン・タルボット（John Talbot; 1384?-1453）により新婦に献呈された豪華本(「タルボット・シュルーズベリー写本」)には、計15の作品が収録されているが、そこには「白鳥の騎士の物語」も含まれている。その挿絵は、窮地の姫を救うべき騎士の小舟がナイメーヘンの港に着岸する瞬間をとらえている。
野阿梓のSF『花狩人』（早川書房、 1984年5月）においては、ローエングリンは「惑星「みどり」に生息する花人（頭は花で首以外は人間型）の身体から分泌される麻薬を採集するため、花人を狩る大量殺戮者として性格づけられている」（小谷真理）。